# Casanova de la Vila
La Casanova de la Vila és una masia situada al terme de Ceuró, municipi de Castellar de la Ribera, a la comarca catalana del Solsonès.